# Ll

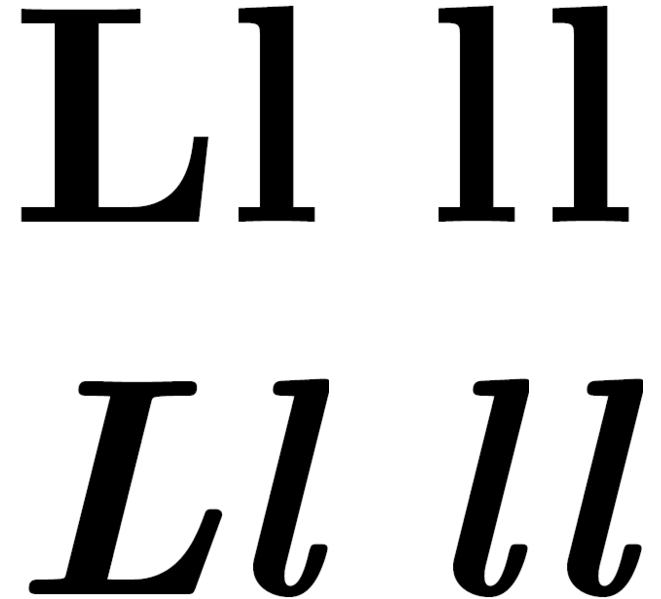
Ll

Ll在多種採用拉丁字母的語言都被當作一個單一的字母。這些語言包括以下各種語言：

## ll 的各種發音

### /ʎ/
在西班牙语及加泰隆尼亚语，ll被用來標示 /ʎ/ 這個發音。這個字母組合在很多西班牙語地區會被讀作 /j/ 或 /ʒ/（與字母y同音，稱Yeísmo）。過去“ll”都被當作一个單一字母，但在1998年和字母ch一起被西班牙科学院取消。對於1998年以前的排序方式，稱之為“傳統西班牙語排序”，而現代不把“ll”和“ch”作特殊處理的排序，稱之為“現代西班牙語排序”。

### /l/
阿爾巴尼亞語的情況和西班牙語相反：雖然“ll”在阿爾巴尼亞語亦是當作一個字母處理，但阿爾巴尼亞語的“ll”卻是用來標示／l／音，反而“l”才是用來標示滑音 /ʎ/ 的字母。

### /ɬ/
在威爾斯語裡，ll 代表一種清齒齦邊擦音，國際音標將它拼為一個帶有結的 l（/ɬ/），這個音在許多地名中都會出現，因為威爾斯語的 llan 正是「教堂」的意思（如 Llanelli「聖艾利教堂」），也因此這些地名经常被英語使用者發錯，尤其是那些来自大不列颠岛以外的英语使用者。

## 其它語言
此音在其他語言中的拼法：
- tl：納瓦荷語
- љ（相當於 l 加硬音符號）：塞爾維亞語和馬其頓語
- lh：康瓦爾語、辛達林
- hl：昆雅

## 參看
- l
- tl
- lh
- hl